# Contea di Barry (Missouri)
La contea di Barry in inglese Barry County è una contea dello Stato del Missouri, negli Stati Uniti. La popolazione al censimento del 2000 era di 34 010 abitanti. Il capoluogo di contea è Cassville